# SDF-1

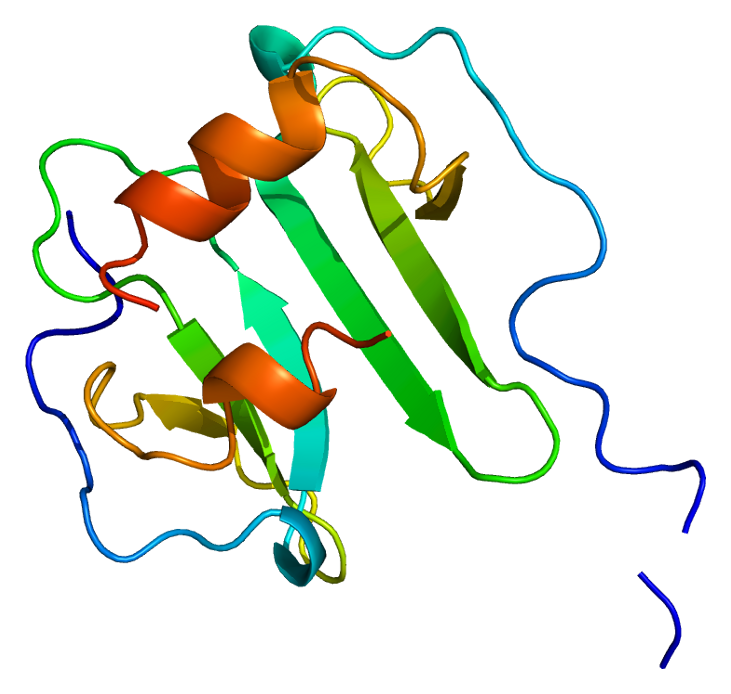
Lintdiagram van SDF-1

De stromale cel-afgeleide factor 1 (SDF-1), ook bekend als C-X-C motief chemokine 12 (CXCL12), is een chemokine eiwit dat bij mensen wordt gecodeerd door het SDF-1-gen op chromosoom 10 op de plaats 10q11.1 en bevat negen exons. Het bevat 89 aminozuren. Dit gen produceert zeven Isoformen door middel van alternatieve splicing. Het wordt door ubiquitine tot expressie gebracht in veel weefsels en celtypen. Van stromacellen afkomstige factoren 1-alfa en 1-bèta zijn kleine cytokines die tot de chemokine-familie behoren, waarvan leden leukocyten activeren en vaak worden geïnduceerd door een immuunrespons op bijvoorbeeld de aanwezigheid van lipopolysacharide, TNF of IL-1. De chemokinen worden gekenmerkt door de aanwezigheid van vier geconserveerde cysteïnes die twee disulfidebindingen vormen. Ze kunnen worden ingedeeld in twee subfamilies. In de CC-subfamilie grenzen de cysteïneresiduen aan elkaar. In de CXC-subfamilie worden ze gescheiden door een tussenliggend aminozuur. De SDF-1-eiwitten behoren tot de laatste groep. SDF-1-signalering is waargenomen bij verschillende vormen van kanker.
 Het SDF-1-gen bevat ook een van de 27 SNP's die geassocieerd zijn met een verhoogd risico op ischemische hartklachten.

## Functies
SDF-1 komt bij muizen tot genexpressie in veel weefsels, waaronder de hersenen, thymus, hart, longen, lever, nieren, milt, bloedplaatjes en beenmerg.
 SDF-1 is sterk chemotaxis voor lymfocyten.
 Tijdens de embryogenese stuurt het de migratie van hematopoëtische stamcellen van de foetale lever naar het beenmerg en de vorming van grote bloedvaten. Er is ook aangetoond dat SDF-1-signalering de expressie van CD20 op B-cellen reguleert. SDF-1 is ook chemotactisch voor mesenchymatische stamcellen en komt tot expressie bij botafbraak als gevolg van een ontsteking, waar het een onderdrukkend effect op de differentiatie van monocyten in osteoclasts (botafbrekers) heeft. 
Op volwassen leeftijd speelt SDF-1 een belangrijke rol bij angiogenese door endothele voorlopercellen (EPC's) uit het beenmerg te rekruteren via een CXCR4-afhankelijk mechanisme.
CXCR4 is de receptor voor SDF-1. Deze SDF-1-CXCR4-interactie werd vroeger als exclusief beschouwd (in tegenstelling tot andere chemokinen en hun receptoren), maar onlangs werd gevonden dat SDF-1 ook de CXCR7-receptor zou kunnen binden (nu ACKR3 genoemd).
 Door CXCR4, een belangrijke kernreceptor voor het binnendringen van Hiv-1, te blokkeren fungeert SDF-1 als een endogene remmer van CXCR4-tropische Hiv-1-stammen.
SDF-1 activeert STAT3- en Akt-signaleringsroutes (STAT3=signal transducer and activator of transcription 3, Akt=Protein kinase B) en beschermt het hart tegen ischemie-reperfusieschade. (reperfusie = herstel van de bloedstroom naar weefsels in het lichaam, wanneer de bloedstroom eerst verminderd of zelfs afwezig was).

## Centraal zenuwstelsel(CZS)
Tijdens de embryonale ontwikkeling speelt SDF-1 een rol bij de vorming van de kleine hersenen door de migratie van zenuwcellen. Binnen het CZS speelt SDF-1 een rol bij celproliferatie, neurogenese en hersenontsteking. Neurale voorlopercellen (NPC's) zijn stamcellen die differentiëren in gliacellen en hersencellen. SDF-1 bevordert hun migratie naar hersenbeschadigingen met name over grote afstanden. Eenmaal op de plaats van de schade kunnen NPC's beginnen met op stamcellen gebaseerd weefselherstel van de beschadiging. De SDF-1/CXCR4-as biedt geleiding voor axonen en dendrieten en bevordert zo de uitgroei van dendrieten en neurogenese. Net als andere chemokinen is SDF-1 betrokken bij de celmigratie naar ontstekingen. Met betrekking tot het CZS speelt SDF-1 een rol bij zenuwontstekingen door leukocyten over de bloed-hersenbarrière te brengen. Overmatige productie en accumulatie van SDF-1 kan echter giftig worden en de daardoor ontstane ontsteking kan ernstige gevolgen hebben.

## Klinische betekenis
Bij mensen is SDF-1 betrokken bij een grote verscheidenheid aan biomedische aandoeningen waarbij verschillende orgaansystemen betrokken zijn. Bovendien is SDF-1-signalering in combinatie met CXCR7-signalering betrokken bij de progressie van alvleesklierkanker. In het urinewegsysteem kunnen methylering van de SDF-1-promoter en expressie van PD-L1 krachtige prognostische biomarkers zijn voor biochemisch recidief bij prostaatcarcinoompatiënten na radicale prostatectomie en er zijn verdere onderzoeken gaande om te bevestigen of SDF-1-methylering kan helpen bij actieve surveillancestrategieën.  Op het gebied van de oncologie worden melanoom-geassocieerde fibroblasten gestimuleerd door stimulatie van de A2B-adenosinereceptor, gevolgd door stimulatie van de fibroblastgroeifactor en verhoogde expressie van SDF-1.